# 夕月堂本舗
夕月堂本舗（ゆうづきどうほんぽ）は東京都足立区にある総合格闘技ジム。中村大介が主宰している。

## 概要
2014年に総合格闘家の中村大介が、地元・北千住に道場を開く。道場の名前「夕月堂本舗」はU（UWF）が好きという意味が掛けられている。

## 主な所属選手
- 中村大介（第7代DEEPライト級王者）[3]
- 小林ゆたか（パンクラス 第22回ネオブラッド・トーナメント ライト級 優勝）[4][5]